# Gesättigtes Modell
In der Statistik ist ein gesättigtes Modell, auch volles Modell oder saturiertes Modell (von lateinisch saturare deutsch sättigen) genannt, ein Modell, bei dem genauso viele Parameter wie Beobachtungspaare auftreten. Für jeden Datenpunkt gibt es einen Parameter (da es {\displaystyle n} Datenpunkte gibt, gibt es auch {\displaystyle n} Parameter) und somit legt ein gesättigtes Modell den Daten keine Einschränkungen auf. Bei diesem Modell tritt zwar kein Fehler auf (es gibt keine residualen Freiheitsgrade), das Modell ist jedoch nicht informativ. Dennoch kann das gesättigte Modell als Grundlage zur Berechnung eines Modells mit {\displaystyle p<n} Parametern verwendet werden

## Plausibilitätsfunktion
Da bei einem gesättigten Modell gleich viele freie Parameter {\displaystyle \vartheta _{i}} wie Beobachtungen {\displaystyle y_{i}} vorliegen, kann das gesättigte Modell als ein Modell mit {\displaystyle n} frei wählbaren Parametern interpretiert werden. Das gesättigte Modell ist das allgemeinste Modell und hat somit die höchste Likelihood (Plausibilität). Für die Likelihood-Funktion (Plausibilitätsfunktion) bei einem gesättigten Modell mit unbekannten zu schätzenden Parameter {\displaystyle \vartheta _{i}} ergibt sich
{\displaystyle L(\vartheta _{i};y_{i})=\prod _{i=1}^{n}f_{Y}(y_{i};\vartheta _{i})\quad {\text{mit}}\;{\hat {\vartheta }}_{i}=y_{i}\mathrm {\;f{\ddot {u}}r\;alle\;\;} i=1,\ldots ,n}.
Folglich muss bei einem gesättigten Modell eine Gesamtzahl von {\displaystyle n} Parametern geschätzt werden. Da die Anpassung an die Daten in einem gesättigten Modell perfekt ist, gibt es keine residualen Freiheitsgrade und keine residuale Abweichung. Ein gesättigetes Modell hat eine Devianz von null.